# Kimon Georgiev
Kimon Georgiev Stojanov (in bulgaro Кимон Георгиев Стоянов?; Pazardžik, 11 agosto 1882 – Sofia, 28 settembre 1969) è stato un generale e politico bulgaro e primo ministro del regno di Bulgaria per due differenti mandati.

## Biografia
Georgiev terminò l'accademia militare a Sofia nel 1902. Prese parte alle guerre balcaniche come comandante di una compagnia ed alla prima guerra mondiale come comandante di un battaglione. Nel 1916 fu ferito ad un occhio e da allora gli fu attribuito il soprannome di "Kjorkimon" (Кьоркимон, contrazione dell'aggettivo kjorav, кьорав, orbo, e del nome di Georgiev). Nel 1920 fu congedato dall'esercito con il grado di tenente colonnello, ma nel 1946 raggiunse il grado di tenente-generale. Fu uno dei fondatori della Lega militare (1919) e dell'Accordo Popolare (1922).

### I colpi di stato della destra
Prese parte all'organizzazione del colpo di Stato del 1923, mentre in seguito fu uno dei leader dell'Accordo Democratico. Ricoprì la carica di ministro delle comunicazioni nel primo governo di Andrej Ljapčev (4 gennaio 1926 - 3 marzo 1928).
All'inizio degli anni trenta Georgiev fu uno dei leader del circolo politico Zveno ed ebbe un ruolo attivo nel colpo di Stato del 1934 e fu a capo del governo formato dopo il colpo (19 maggio 1934 - 22 gennaio 1935). In questo governo, oltre che primo ministro, ricoprì la carica di ministro degli interni (19 - 23 maggio 1934) e di ministro della giustizia (23 maggio 1934 - 22 gennaio 1935). La politica del nuovo governo incontrò la disapprovazione dello zar Boris III e nel 1935 il gruppo di Georgiev fu estromesso dal governo. Negli anni seguenti Georgiev si avvicinò alla sinistra e dal 1943 fu alla guida del Fronte Patriottico.

### Colpo di stato comunista
Dopo il colpo di Stato del settembre 1944 fu nominato nuovamente primo ministro della Bulgaria (9 settembre 1944- 23 novembre 1946). Dal 1944 al 1962 occupò diverse posizioni nel consiglio dei ministri, come presidente dei partner di coalizione del partito comunista nel Fronte Patriottico:
- Primo governo di Kimon Georgiev
  - Primo ministro (9 settembre 1944 - 31 marzo 1946)
  - Ministro senza portafoglio (9 settembre 1944 - 31 marzo 1946)
- Secondo Governo di Kimon Georgiev
  - Primo ministro (31 marzo - 22 novembre 1946)
  - Ministro senza portafoglio (31 marzo - 22 novembre 1946)
  - Ministro della Difesa (25 settembre - 22 novembre 1946)
- Primo governo di Georgi Dimitrov
  - Vivepremier (22 novembre 1946 - 11 dicembre 1947)
  - Ministro degli Interni (22 novembre 1946 - 11 dicembre 1947)
- Secondo governo di Georgi Dimitrov
  - Vicepremier (11 dicembre 1947 - 20 gennaio 1950)
  - Ministro dell'Elettrificazione e dei Miglioramenti (11 dicembre 1947 - 20 gennaio 1950)
- Governo di Vasil Kolarov
  - Ministro dell'Elettrificazione e dei Miglioramenti (20 gennaio 1950 - 5 febbraio 1951)
- Primo governo di Vălko Červenkov
  - Ministro dell'Elettrificazione (5 febbraio 1951 - 20 gennaio 1954)
- Secondo governo di Vălko Červenkov
  - Ministro dell'Elettrificazione (20 gennaio 1954 - 1º febbraio 1957)
- Primo governo di Anton Jugov
  - Ministro dell'Elettrificazione e delle Risorse Idriche (1º febbraio 1957 - 15 gennaio 1958)
- Secondo governo di Anton Jugov
  - Ministro dell'Elettrificazione e delle Risorse Idriche (15 gennaio 1958 - 16 marzo 1959)
  - Presidente del Comitato per l'Edilizia e l'Architettura (16 marzo 1959 - 25 dicembre 1959)
  - Vicepremier (25 dicembre 1959 - 17 marzo 1962)

Dal 1962 fino alla sua morte nel 1969 fu membro del Presidio dell'Assemblea Nazionale.
Rimane noto in Bulgaria come "il vecchio golpista" (старият превратаджия) per aver organizzato ben 3 colpi di stato nel 1923, 1934 e 1944.